# Звартевегсенд
Звартевегсенд (нід. Zwartewegsend, фриз. Swarteweisein) — селище в нідерландській провінції Фрисландія. Входить до муніципалітету Тіцьєркстерадел.
Перша згадка про населений пункт датується 1847 роком.